# Rasha Al-Ameer
Rasha Al-Ameer (ou Al-Amir) est une écrivaine et éditrice libanaise. Elle est connue surtout pour son roman en arabe, Le Jour dernier (2002), et comme cofondatrice avec son frère Lokman Slim de la maison d'édition Dar al-Jadeed.

## Biographie
Rasha Al-Ameer, de son nom de naissance Rasha Slim, est née d'un père libanais et d'une mère syro-égyptienne ; son père a occupé les fonctions de député. Pendant la guerre du Liban, avec sa famille, elle quitte son pays pour la France, où elle suit des études supérieures d'histoire et d'arts plastiques.
Devenue journaliste pour An-Nahar international et Al-Watan al-Arabi elle adopte alors le pseudonyme de Rasha Al-Ameer.
Elle est cofondatrice en 1990 avec son frère Lokman Slim à Beyrouth de la maison d'édition Dâr al-Jadeed,, qui publie des ouvrages de fiction, de poésie ainsi que des essais, quelquefois en version bilingue. Sont ainsi édités chez Dar al-Jadeed par exemple des auteurs de langue arabe comme le poète Mahmoud Darwich, l'écrivain Taha Hussein, Malika Oufkir, la romancière Inaam Kachachi, et des auteurs européens  traduits en arabe comme René Char, Emil Cioran, Jean Tardieu ou Paul Celan. 
Elle perfectionne sa maîtrise de l'arabe classique en prenant des cours auprès d'un imam, approfondit ses connaissances en matière de théologie et se familiarise davantage avec la poésie arabe, notamment l’œuvre du poète irakien du Xe siècle Al-Mutanabbi. Au terme de cette initiation, elle publie un roman en 2002 intitulé Le Jour dernier. Confession d'un imam (titre original : Yawm al-dîn), traduit en français, en anglais et en italien. L’œuvre retrace l'évolution psychologique d'un homme qui porte un regard nouveau sur le monde et surmonte ses inhibitions à la suite de sa rencontre avec une femme aimée. Le récit traite également de thématiques sociales telles que les relations entre religion et modernité, entre l'islam et l'État.
Rasha Al-Ameer publie deux contes ludiques, Petit Pays (2008, en français), qui parle du Liban, et Kitab al-hamza (2011), qui traite de la grammaire arabe.

## Œuvres

### Le Jour dernier
Un imam d'un pays arabe raconte sa vie à la première personne. Ses ennemis — des intégristes — l'ayant accusé d'apostasie, menacé de mort, et ayant promulgué une fatwa à son encontre, il doit demeurer dans une caserne sous la protection de la police. L'écriture d'une longue  lettre à la femme qui l'a initié à l'amour, et dont il est séparé, lui permet de briser l'isolement auquel le condamne sa situation.
Le personnage évoque son milieu familial pauvre. Il a suivi des études à l'école coranique où un ouléma (théologien) réformateur, ayant distingué son talent, l'a désigné pour accomplir une mission délicate dans un pays étranger qui n'est pas nommé, mais que l'on peut identifier comme étant le Liban. Là, l'imam doit tenter de contenir la montée de l'intégrisme dans la mosquée dont il a la charge. Proche de l'islam officiel, il fait des prêches à la télévision qui lui valent une grande popularité. Sa vie change lorsqu'il répond aux sollicitations d'une jeune femme issue d'un milieu cosmopolite, au style de vie moderne, qui a entrepris d'établir un index de l'œuvre d'un poète arabe du 10e siècle, Al-Mutanabbi. Le livre évoque les échanges nocturnes entre l'imam et la femme, au cours desquels la lecture de poèmes favorise la naissance à l'amour et l'épanouissement du désir.
Un trait distinctif du roman est le recours à une langue arabe classique, qui apporte  « une saveur ancienne à l'exposé de sujets brûlants tels que le sexe, la religion, la politique et la célébrité » selon la critique littéraire Marcia Lynx Qualey. Le traducteur du livre en anglais, Joanthan Wright (en), rapproche par ailleurs le style du roman de celui de Jane Austen, en raison de la fréquence des phrases longues, de l'attention méticuleuse portée au détail, et du goût pour l'analyse psychologique.

### Petit pays
Petit pays est un récit en français ; ce livre pour la jeunesse évoque l'histoire d'un petit pays ignoré des géographes. Le pays vu de loin ressemble à un paradis, mais en réalité, la vie y est un enfer. Convoité par ses voisins, il est le théâtre de guerres sans merci. Alors que ses habitants considéraient la guerre comme une fatalité, des oiseaux portent ce petit pays sur leurs ailes, loin de ses voisins turbulents, vers une « région que seuls les oiseaux peuvent atteindre », et où il retrouve le sens de l'harmonie. L'histoire du « petit pays » est une allégorie du Liban déroulée dans un style poétique.

### Kitab al-Hamza

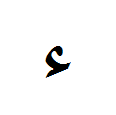
Forme de la hamza isolée.

R. Al-Ameer consacre un ouvrage, Traité de la hamza à un signe de l'alphabet arabe, la hamza, qui transcrit une consonne occlusive glottale, ou « coup de glotte ». Il s'agit du « signe le plus controversé de la langue arabe » : cette consonne n'est pas considérée comme une lettre ; elle est tantôt prononcée, tantôt élidée, stable ou instable selon les cas. Le livre est, selon L'Orient littéraire, un « conte ludique », qui peut faire penser à un poème de Jacques Prévert. La hamza y joue le rôle d'un personnage à part entière qui initie un jeune écolier à ses multiples positions sur la ligne d'écriture, « bien assise sur son siège, vagabonde, esseulée sur la ligne calligraphique, ou arrimée à une lettre (le wāw), perchée sur une autre (la alif) quand elle n’est pas clouée à sa botte ». Plusieurs grammairiens arabes sont convoqués au cours du récit, tels que Khalil ibn Ahmad, Sîbawayh, Abu al-Aswad al-Du'ali (en).

## Récompenses
Rasha Al-Ameer reçoit au titre de cofondatrice de la maison d'édition Dar al Jadeed le prix Voltaire de l'Union internationale des éditeurs (International Publishers Association), en novembre 2021, ; le prix est également décerné à son frère Lokman Slim, assassiné en 2021, dont le meurtre est attribué au Hezbollah.
Rasha Al-Ameer reçoit en avril 2021 du Centre de la Langue arabe d'Abou Dabi le Prix du livre Cheikh Zayed dans la catégorie Édition et technologie (Publishing and Technology Award), qui récompense la maison d'édition Dar al Jadeed, ,,,.